# Edge of Nowhere
Edge of Nowhere est un jeu vidéo d'action-aventure en réalité virtuelle développé par Insomniac Games pour Microsoft Windows pour le casque de réalité virtuelle Oculus Rift. Le jeu est sorti le 6 juin 2016. Le jeu est basé sur le travail de HP Lovecraft, Les Montagnes hallucinées.

## Trame
Dans Edge of Nowhere, le joueur incarne le protagoniste Victor Howard tout au long de son voyage pour retrouver sa fiancée, Ava Thorne qui, avec le reste de son expédition scientifique, a disparu,.

## Accueil
Edge of Nowhere a reçu des critiques modérément positives. Metacritic a attribué au jeu une note de 71 sur 100, basée sur 11 critiques.